# Chlumětín
Chlumětín (en allemand : Chlumietin) est une commune du district de Žďár nad Sázavou, dans la région de Vysočina, en République tchèque. Sa population s'élevait à 213 habitants en 2020.

## Géographie
Chlumětín se trouve à 8 km au sud-est de Hlinsko, à 19 km au nord-nord-est de Žďár nad Sázavou, à 47,5 km au nord-est de Jihlava et à 120 km à l'est-sud-est de Prague.
La commune est limitée par Krouna au nord, par Svratouch et Svratka à l'est, par Herálec au sud, par Vortová à l'ouest et par Kameničky à l'ouest et au nord-ouest.

## Histoire
La première mention écrite de la localité date de 1392.

## Transports
Par la route, Chlumětín se trouve à 9 km de Hlinsko, à 21,5 km de Žďár nad Sázavou, à 59 km de Jihlava et à 160 km de Prague.